# Eneasz Wiewióra
Eneasz Wiewióra (ur. 14 marca 1994 w Bielsku-Białej) – polski szachista, sędzia, instruktor oraz Mistrz FIDE od 2017 roku.

## Kariera szachowa
W szachy zaczął grać w wieku 7 lat. Wtedy został członkiem klubu szachowego Pszczyńskie Stowarzyszenie Szachowe (obecnie Pszczyńskie Szachy). Jego pierwszym indywidualnym trenerem został Piotr Mulet. Następnie uczył się pod okiem Karola Pinkasa oraz Marcina Wałacha. Kolejne lata trenował z kilkoma arcymistrzami oraz samodzielnie i dzięki temu uzyskał ranking powyżej 2300 punktów ELO uprawniający do nadania tytułu Mistrza FIDE. Grał w trzech ekstraligowych klubach szachowych - w słowackim ŠKŠ Dubnica nad Váhom, czeskim TJ Slavoj Český Těšín oraz polskim Stowarzyszeniu Szachowym Gminy Pawłowice. Obecnie reprezentuje Stowarzyszenie Szachowe Gminy Pawłowice, czeskie kluby TJ Slovan Havířov i TJ Slavoj Český Těšín oraz słowackie kluby TJ Slávia CAISSA Čadca i ŠKŠ Dubnica nad Váhom.

## Mistrzostwa Polski
W latach 2007–2012 pięciokrotnie uczestniczył w finałach Mistrzostw Polski Juniorów w różnych kategoriach wiekowych. W zawodach juniorskich zdobył srebrny medal w kategorii do lat 18 podczas City Handlowy Mistrzostw Polski w Szachach Błyskawicznych w Warszawie w 2011 roku. Wyprzedził Kamila Draguna, a ustąpił miejsca Janowi-Krzysztofowi Dudzie. Obaj zmienili swoją grupę wiekową, aby zagrać ze starszymi. Triumfował także podczas zmagań Akademickich Mistrzostw Polski. Zdobył z drużyną AZS Uniwersytet Ekonomiczny w Katowicach 3 srebrne medale (Katowice 2014, Zabrze 2015, Hucisko 2016) oraz 1 złoty medal (Lublin 2017). Tamże uzyskał też najlepszy wynik na 4. szachownicy zdobywając 8,5 punktu z 9 partii. Jest trzykrotnym Mistrzem Polski Nauczycieli w Szachach; zdobywał złoto podczas festiwalu szachowego "Szachy w Ustroniu łączą pokolenia".

## Wybrane sukcesy w turniejach
W 2011 podzielił II miejsce w XIII Międzynarodowym Turnieju Szachowym "O Puchar Gór Opawskich" wraz z Aleksandrem Hnydiukiem, a tuż za Vadimem Shishkinem z Ukrainy. W 2013 roku wraz z drużyną Stowarzyszenia Szachowego Gminy Pawłowice pierwszy raz uzyskał awans do Sygnity Ekstraligi Seniorów. Podzielił także II miejsce wraz z Bartłomiejem Heberlą i Petrem Veličką w Międzynarodowym Memoriale Szachowym im. Wiesława Hanczarka w Raciborzu przegrywając z Marcinem Krzyżanowskim. Zdobył też II miejsce w XVIII Memoriale Szachowym im. Emila Oleja w Katowicach. W 2015 roku zwyciężył w XIV Memoriale Stanisława Szymańskiego w Chorzowie. Ponownie też zajął II miejsce w XX Memoriale Szachowym im. Emila Oleja w Katowicach. Dzielił także III miejsce w Memoriale Tadeusza Tomalczyka w Mysłowicach. Przegrał z tylko z Pawłem Czarnotą oraz Zbigniewem Paklezą. W 2016 roku zwyciężył w XII Międzynarodowym Integracyjnym Turnieju Szachowym w Pszczynie. W 2017 roku trzeci raz zajął II miejsce w Memoriale Szachowym im. Emila Oleja w Katowicach. Zwyciężył też w XII Turnieju Szachowym o Puchar Starosty Czeskiego Cieszyna. Przez tamte wakacje stanął na pierwszym miejscu podium w 42. Mistrzostwach Miasta Vsetína w Czechach. W 2018 roku ponownie zwyciężył w XIV Międzynarodowym Integracyjnym Turnieju Szachowym w Pszczynie z kompletem punktów. Podzielił także II miejsce w turnieju Wrocław Open 2018. W 2019 roku wygrał też w turnieju Slezský Open 2019 w czeskim Rychvaldzie.
Jest też dwukrotnym triumfatorem cyklu Grand Prix Gminy Goleszów w 2017 i 2018 roku zwyciężając serie turniejów Mokate Open (Mokate Open 2017, Mokate Open 2018) wspieranych przez mecenasa szachów Adama Mokrysza.

## Ciekawostki
- W 2012 roku za osiągnięcia naukowe i wyniki szachowe został wyróżniony Stypendium Marszałka Województwa Śląskiego[31].
- W 2012 roku został zaliczony do grona pierwszych uczestników Kadry Narodowej Juniorów w Szachach Szybkich i Błyskawicznych.
- Reprezentował uczelnię także w zmaganiach międzypaństwowych. W 2013 roku we Lwowie zdobył 5. miejsce w barwach Uniwersytetu Ekonomicznego w Katowicach w drużynowym meczu Ukraina-Polska. Indywidualnie wygrał wszystkie partie (5 punktów z 5 partii) nie wygrywając nagrody za pierwsze miejsce na swojej szachownicy[32].
- W latach 2011–2016 rozegrał około 120 turniejów szachów szybkich i błyskawicznych na terenie Polski zarejestrowanych w systemie rankingowym ChessArbiter[33].
- W wieku 11 lat był dwukrotnym laureatem Międzynarodowego Konkursu Kangur Matematyczny[34]